# Galugah (Babol)
Galūgāh (farsi گلوگاه) è una città dello shahrestān di Babol, circoscrizione di Bandpey ovest, nella provincia del Mazandaran in Iran. Aveva, nel 2006, una popolazione di 2.512 abitanti. 